# 그리스 저항군
그리스 저항군(그리스어: ε θνική α ντίστα ση, 이탈리아어: Ethniki Antístasi "국민 저항")은 1941-1944년 추축국의 그리스 점령에 저항했던 정치권 전반에서 무장 및 무장하지 않은 집단들을 포함했다. 가장 큰 집단은 공산당이 지배하는 EAM-ELAS였다. 그리스 저항군은 나치가 점령한 유럽에서 가장 강력한 저항 운동 중 하나로 간주되며 1944년 말 독일이 그리스에서 철수하기 전에 지방의 대부분을 통제했다.

## 기원
1941년부터 1944년까지 나치 독일(그리고 그 동맹국인 이탈리아와 불가리아)의 그리스 침공과 점령이 그리스에서 저항 운동의 부상을 촉발시켰다. 이탈리아는 1940년 알바니아로부터의 침공을 시도했지만 그리스 군대에 의해 격퇴당하면서 주도했다. 독일의 침공 이후, 아테네의 점령과 크레타의 함락 이후, 조지 2세 왕과 그의 정부는 연합국이 인정한 망명 정부를 선포한 이집트로 탈출했다. 영국은 왕에게 중도적이고 온건한 장관들을 임명하도록 크게 장려했는데, 그의 장관들 중 단지 두 명만이 독일의 침공 이전에 그리스를 통치했던 독재 정부의 구성원이었다. 그럼에도 불구하고, 좌파 저항의 일부는 1936년부터 1941년까지 요아니스 메타사스의 독재 정권에 뿌리를 둔 정부를 불법이라고 주장했다.
아테네에 입성하기 전, 독일인들은 게오르기오스 촐라코글루 장군이 이끄는 협력주의 그리스 정부를 세웠다. 전쟁 전 그리스 정부의 몇몇 고위 관리들은 독일인들에게 여러 직책을 맡겼다. 그러나 이 정부는 정당성과 지지가 부족했고, 독일과 이탈리아 점령 당국에 전적으로 의존했으며, 그리스 마케도니아와 서부 트라키아의 상당 부분을 불가리아에 양도하는 것을 막지 못했기 때문에 신뢰를 잃었다. 협력주의 정부와 점령군은 대기근의 발발을 막지 못했고, 1941-42년 겨울 사망률이 최고조에 달했고, 이는 그리스 시민들에게 심각한 피해를 입혔다.

## 첫 번째 저항 행위
아테네 아크로폴리스 상공에서 독일 전쟁기를 게양하는 독일군 병사들. 그리스 저항군의 첫 행동 중 하나로 나라 점령의 상징으로 기록될 것이다.
독일군이 아테네를 점령한 날 에브존 콘스탄티노스 쿠키디스와 관련된 확인되지 않은 사건이 있지만, 크레타 전투가 끝나기도 전인 1941년 5월 30일 밤 그리스에서 처음으로 확인된 저항 행위가 일어났다.
법대 학생인 아포스톨로스 산타스와 아테네 경제경영대학 학생인 마놀리스 글레조스 등 어린 학생 두 명은 아크로폴리스 북서쪽 면을 몰래 올라가 점령 당국이 설치한 스와스티카 현수막을 허물었다.
최초의 광범위한 저항 운동은 불가리아인들이 그리스 영토를 합병한 북부 그리스에서 일어났다. 첫 번째 집단 봉기는 불가리아 점령 지역인 마케도니아 동부의 드라마 마을 주변에서 일어났다. 불가리아 당국은 대규모의 불가리아화 정책을 시작했고, 그리스 국민들의 반응을 일으켰다. 1941년 9월 28일부터 29일까지 밤에 드라마와 그 외곽의 사람들이 봉기했다. 이 엉망으로 조직된 반란은 드라마에서만 300-500명을 처형한 것에 보복한 불가리아 군대에 의해 진압되었다.  그 후 몇 주 동안 불가리아 점령군에 의해 약 15,000명의 그리스인이 사망했고, 시골에서는 마을 전체가 기관총을 맞고 약탈당했다. 독사토 마을과 초리스티 마을은 오늘날 공식적으로 순교 도시로 간주된다.
같은 시기 그리스 마케도니아 도시에서는 불가리아의 그리스 영토 합병에 항의하는 우익 단체인 북부 그리스 방어군(YVE)이 대규모 시위를 벌였다.
무장 단체들은 안다르테 – α ντάρτες ("게릴라")로 구성되어 1941년 10월까지 마케도니아 산맥에 처음 등장했고, 첫 번째 무력 충돌은 독일군에 의한 보복으로 488명의 민간인이 살해되었고, 이는 이후 몇 달 동안 저항 활동을 심각하게 제한하는 데 성공했다.  그러나 이러한 가혹한 행동들은 독일군에 의한 그리스의 천연 자원 약탈과 함께 그리스인들을 점령자들에게 더 불리하게 만들었다.

## 제1차 저항단체 설립
정당한 정부의 부재와 기성 정치 계급의 활동 부족은 그리스 국민에게 집결지의 부재를 의미했고, 권력의 공백을 초래했다. 전투를 계속하고자 했던 대부분의 장교와 시민들은 영국이 지배하는 중동으로 도망쳤고, 남아있던 사람들은 서독에 대항하는 자신들의 전망을 확신하지 못했다. 이 상황은 몇몇 새로운 집단을 만들어냈는데, 여기서 점령국들에 저항하는 역할을 맡았다.
1941년 6월 창설된 그리바스 군사조직, 1941년 7월 창설된 디미트리오스 프사로스 대령이 이끄는 조직 '자유' 등 그리스 점령이 시작된 지 몇 달 뒤 첫 저항단체가 등장하기 시작했다. 또 크레타 전투가 끝난 직후인 1941년 6월에는 '크레탄 투쟁 최고위원회'(AEAK)라는 조직이 창설됐다.

## 같이 보기
- 레지스탕스
- 제2차 세계 대전 당시 폴란드의 저항운동